# I figli della pioggia
I figli della pioggia (Les Enfants de la pluie) è un film d'animazione franco-coreano del 2003 diretto da Philippe Leclerc ed è tratto dal romanzo di Serge Brussolo, À l'image du dragon.

## Trama
(Prologo iniziale del film)
Orphales, regno dei Pyross. Skan è un giovane appartenente al popolo dei Pyross, adoratori del fuoco e del Sole. Questi sogna di diventare cavaliere al servizio della città come suo padre Rhodos e combattere il popolo rivale, gli Hydross, adoratori dell'acqua. Secondo una leggenda infatti, nel regno del Drago Cosmico vivevano acqua e fuoco (Hydross e Pyross) in armonia sotto la protezione del Drago Cosmico, finché il Grande Separatore non tagliò la creatura da parte a parte con la spada, portando da quel momento i due popoli ad odiarsi e a non potersi neanche toccare. Razza, capo della popolazione Pyross, ordina di arrestare la madre di Skan, Beryl, dopo che quest'ultima aveva esortato il popolo a non credere alle parole di Razza e verrà fatta mangiare da uno dei tanti draghi selvatici che si pensa siano mandati dagli Hydross.
Skan decide di proseguire il lungo addestramento insieme a Tob, compagno di infanzia, e Djuba, sua sorella allevatrice di Klyutsy (animali da cavalcatura). Verrà scelto da Razza come scudiero di suo figlio Akkar per una spedizione nella città degli Hydross, Anphybol (in Hydrosyla). Qui scopre che in realtà la guerra contro il popolo rivale consiste nel rubare le pietre-sole che si trovano nel petto di ogni Hydross mentre sono pietrificati (la quale è una tecnica che usano per proteggersi durante i periodi caldi, a cui non sopravvivrebbero). Ciò non significa solo combatterli quando non possono reagire, ma addirittura ucciderli. Skan allora scappa abbandonando Akkar, ma viene ricatturato. Portato poi accanto a una Hydross pietrificata riesce a fuggire con la stessa e a farci amicizia, scoprendo che lei è Kallisto, figlia del capo degli Hydross. Grazie alla vicinanza con la ragazza, scopre che gli Hydross sono in realtà un popolo pacifico e che non erano loro a mandare i draghi selvatici. Kallisto porta Skan nella casa di suo padre che lo aiuta a ritrovare Tob e i vecchi scudieri, scoprendo inoltre dal suo maestro Othar che Razza ha arrestato tutti gli abitanti. Ritornati in città capiscono che Razza è nientepopodimeno che il Grande Separatore. Skan lo sconfigge e il Drago Cosmico torna a essere una cosa sola come prima, permettendo ai due popoli di tornare a vivere in armonia.

## Personaggi
- Skan è un giovane appartenente al popolo degli Pyross, figlio di Rhodos e Beryl. Skan sogna di diventare cavaliere al servizio di Orphales per annientare gli Hydross; dopo alcuni anni diventa scudiero insieme a Tob e viene scelto da Razza per partecipare alla guerra contro il popolo rivale.
- Kallisto è una giovane appartenente al popolo degli Hydross.
- Tob è il migliore amico di Skan, furbo e intelligente, baratta una pietra sole (precedentemente rubata da lui) per convincere il carceriere a fare entrare Skan nella prigione dove era stata rinchiusa sua madre. In seguito a un lungo addestramento si arruola come scudiero.
- Djuba è la sorella maggiore di Skan, addestratice di Klyutsy e amica di Tob con cui si fidanzerà.
- Razza detto "Il separatore" è colui che in passato tagliò a metà il grande Drago Cosmico.
- Beryl è la madre di Skan e Djuba e moglie di Rhodos.
- Akkar è il figlio di Razza.
- Solon e Chloe sono i genitori di Kallisto.

### Animali
- Draghi: sono simili al Tirannosauro e attaccano i Pyross e gli Hydross nella stagione delle piogge.
- Gulina: simili al Pterodattilo, sono spesso addestrati dai Pyross e dagli Hydross e il loro canto attiva le perle di plasma. La più importante gulina appartiene a Kallisto.
- Brontosauro: sono simili al Brontosauro ma con un guscio nero. Essi svolgono il ruolo di cavalli per i Pyross durante le loro campagne, mangiano carne e spesso riconoscono un solo proprietario.
- Klyutsy: simili al Ciconiiformes, svolgono il ruolo di cavalli per gli scudieri Pyross durante le loro campagne. Essi sono anche un essenziale alimento, perché ogni giorno, si può tagliare un pezzo della coda, che cresce il giorno successivo, come una lucertola.
- Diplodoco: simili al Diplodoco sono erbivori e vivono ad Anphybol con i loro padroni. Il più importante diplodoco è Krokmot, animale di Kallisto.